# Старобогдановский сельский совет (Михайловский район)
Старобогдановский сельский совет (укр. Старобогданівська сільська рада) — входит в состав
Михайловского района
Запорожской области
Украины.
Административный центр сельского совета находится в 
с. Старобогдановка.

## История
- 1924 — дата образования.

## Населённые пункты совета
- с. Старобогдановка